# دوبيوك (أركنساس)
دوبيوك Dubuque كانت مدينة سابقة على نهر وايت خلال القرن التاسع عشر. وقد أنشأت مستوطنة وايت في عام 1814، وكبرت المدينة حتى اندلعت الحرب الأهلية الأمريكية. وكان موقع المدنية على معبر على النهر وبالقرب من مناجم النحاس جذب الاهتمام لها خلال الحرب، ودمرت المدينة خلال النزاع المسلح. وبعد الحرب بدأت جهود إعادة البناء لكنها توقفت في العام 1870. ويوجد موقع المدينة السابق حاليا أسفل بحيرة بال شولز. 